# Sk8er Boi
„Sk8er Boi” este cel de-al doilea single extras de pe albumul de debut al cântăreței de origine canadiană Avril Lavigne. Cântecul a avut premiera în octombrie 2002 și a ajutat-o pe interpretă să câștige numeroase premii, precum „Cel mai bun videoclip pop” la MTV Video Music Awards.

## Informații generale
Sk8er Boi (Skater Boy) este cel de-al doilea single extras de pe albumul de debut al lui Avril Lavigne, Let Go. Lansată în anul 2002, această melodie a atins poziții înalte în topurile din țările anglofone, devenind astfel cel de-al doilea mare succes al artistei în America de Nord. Melodia a stabilit noi recorduri, devenind una dintre cele mai longevive prezențe în topuri.
Cântecul a fost compus de către artistă însăși, Scott Spock, Lauren Christy și Graham Edwards, iar de producerea sa s-a ocupat The Matrix. În această piesă, condusă de ritmul rapid al chitarei, Lavigne descrie relația dintre un skater și o fată firavă, care face balet. Ambii simt o atracție față de celălalt, dar fata îl refuză din cauza propriilor temeri. În ultima parte a piesei, băiatul este descris, devenind faimos are o relație cu o fată care știe „să aibă grijă” de el, iar fata delicată recunoaște că și-a pierdut șansa de a avea o relație cu acel băiat.
Videoclipul filmat pentru acest single o surprinde pe Lavigne alături de formația sa mergând de-a lungul unei străzi împânzite de postere care anunță viitorul concert al artistei. Acest concert are loc în mijlocul videoclipului, dar spre ultima parte acesta devine atât de „sălbatic”, încât poliția încearcă să intervină. În încheiere, Lavigne este surprinsă distrugând chitara care a acompaniat-o pe parcursul videoclipului. În acest clip, artista poartă un tricou verde, cu însemnele școlii Wilkesboro. După lansarea acestuia, școala a fost umplută de cereri pentru acel tip de tricouri, iar vânzările au fost atât de ridicate încât fondurile obținute au fost folosite pentru achiziționare de computere noi.

## Lista melodiilor

##### CD Maxi
1. "Sk8er Boi"
2. "Get Over It"
3. "Nobody's Fool" (live)

##### UK Single
1. "Sk8er Boi"
2. "Get Over It"
3. "Nobody's Fool" (live)
4. "Sk8er Boi" (videoclip)

## Poziții ocupate în topuri
| Top (2002)                       | pozitie |
| -------------------------------- | ------- |
| Australian ARIA Singles Chart    | 3       |
| Austrian Singles Chart           | 1       |
| Belgian Ultratop 50 (Dutch)      | 1       |
| Belgian Ultratop 50 (French)     | 1       |
| Canadian BDS Airplay Chart       | 1       |
| Canadian Singles Chart           | 3       |
| Danish Singles Chart             | 11      |
| European Hot 100 Singles         | 3       |
| French Singles Chart             | 28      |
| German Singles Chart             | 18      |
| Irish Singles Chart              | 1       |
| Italian Singles Chart            | 2       |
| New Zealand RIANZ Singles Chart  | 2       |
| Dutch Singles Chart              | 1       |
| Norwegian Singles Chart          | 2       |
| Swedish Singles Chart            | 3       |
| Swiss Singles Chart              | 4       |
| UK Singles Chart                 | 8       |
| U.S. Billboard Hot 100           | 10      |
| U.S. Billboard Mainstream Top 40 | 1       |
| Venezuelan Singles Chart         | 7       |